# Lorenzo Piqué
Lorenzo Piqué (Rotterdam, 17 september 1990) is een Nederlands voetballer die als verdediger speelt.

## Carrieré
Piqué speelde in de jeugd bij Feyenoord met maakte in de overstap van de A-jeugd van Feyenoord naar ADO Den Haag. Op 2 augustus 2009 maakte hij zijn debuut voor ADO in de thuiswedstrijd tegen NAC Breda. Hij speelde in het seizoen 2009/10 ook geregeld. 
Hij is verre familie van Mitchell Piqué.
Anno 2010-2011 speelt hij vooral in de beloften van ADO. Mede door bijkomende concurrentie van de spelers Ramon Leeuwin en Christian Supusepa.
Op 1 augustus 2011 maakte hij de overstap naar FC Volendam, waar hij tekende voor één seizoen. In september 2012 stapte hij over naar Hoofdklasser ASWH. De KNVB verklaarde hem echter niet speelgerechtigd, zodat Piqué tot de winterstop alleen zou kunnen trainen. Daarom liep hij stage bij FC Oss, waar hij op 17 oktober 2012 een contract tekende tot het einde van het seizoen 2012/13.
Piqué vertrok in Oss in juni 2018, maar keerde in augustus dat jaar alweer terug nadat hij in de zomer geen nieuwe club kon vinden. De club had toen de naam TOP Oss. Bij elkaar staat hij nu op 281 competitieduels voor de Ossenaren, waardoor hij tweede staat op de lijst van meest gespeelde competitieduels voor TOP, waar Raymond Koopman op plek 1 staat met 314 wedstrijden.
Piqué tekende op 13 juli 2021 bij TOP Oss een nieuw contract voor twee seizoenen. Op 17 februari 2023 haalde hij Rick Stuy van den Herik, die enkele weken daarvoor Koopman ingehaald had, in als speler met de meeste wedstrijden voor de club. Medio 2023 ging hij naar Kozakken Boys, uitkomend in de Tweede divisie.